# NGC 368
 NGC 368 là một thiên hà dạng hạt đậu trong chòm sao Phượng Hoàng. Nó được phát hiện bởi John Herschel vào ngày 5 tháng 9 năm 1834.